# Семенів Яр (платформа)
Семенів Яр — пасажирський зупинний пункт Сумського напрямку. Розташований між станціями Гавриші та Богодухів. Пункт розташований у селі Семенів Яр Богодухівського району. На пункті зупиняються лише приміські потяги. Пункт відноситься до Сумської дирекції Південної залізниці.
Відстань до станції Харків-Пасажирський — 71 км .